# Riblja čorba
Riblja čorba, jugoslavenski i srpski rock/hard rock sastav osnovan 1978. u Beogradu. Debitantski album, Kost u grlu, objavljen je 1979. i prodan u 120.000 primjeraka.

## Povijest sastava

### Formiranje iKost u grlu(1978. – 1979.)
Riblja čorba je osnovana 15. kolovoza 1978. u beogradskoj kavani "Šumatovac", svojedobnom okupljalištu mladih glazbenika. Prvu postavu činio je bivši član Suncokreta i Ranog mraza, Bora Đorđević (vokal, akustična gitara i tekstopisac)  te bivši članovi SOS-a, Miša Aleksić (bas-gitara), Miroslav "Vicko" Milatović (bubnjevi) i Rajko Kojić (gitara). Osim Riblje čorbe, potencijalni nazivi novoga sastava bili su: Bora & Ratnici te Popokatepetl. Nedoumice oko imena riješene su 1. rujna iste godine kada je Zoran Predić, tadašnji urednik „Radio TV Revije“, objavio poster s članovima sastava i imenom Riblja čorba.
Prvi koncert održali su 26. kolovoza u Elemiru u Vojvodini. Uslijedili su nastupi u emisiji "Veče uz radio" u Subotici, na dobrotvornom koncertu u Sarajevu i na BOOM festivalu u Novom Sadu.
Prvi singl "Lutka sa naslovne strane/On i njegov BMW" objavili su 7. prosinca u izdanju diskografske kuće PGP RTB. S 70.000 prodanih primjeraka postigao je srebrni tiraž. Uskoro u sastav dolazi 19-godišnji gitarist Momčilo Bajagić s kojim je Rajko Kojić ranije svirao u sastavu Glogov kolac. Nova je postava prvi nastup imala 7. siječnja 1979. u Jarkovcu, Kojićevom rodnom mjestu.
Svoj prvi veliki koncert (ujedno i prvi beogradski) Čorba je održala 28. veljače 1979. u beogradskom Domu omladine. Uz simboličnu lutku i baletnu skupinu kao scensku podlogu, sastav je tom prigodom odsvirao većinu pjesama koje će se pojaviti na njihovom skorom albumu prvijencu.
11. rujna, nakon "brzih" turneja po Makedoniji i Sandžaku, nastupa u Makarskoj i na Tašmajdanu, PGP RTB je objavio debitantski album Riblje čorbe - Kost u grlu. S uspješnicama Ostani đubre do kraja, Rock'n'roll za kućni savet itd., dosegao je tiraž od 120.000 prodanih primjeraka. Krajem iste godine Bora, Kojić i Aleksić odlaze na odsluženje vojnog roka u Doboj, Sarajevo i Koprivnicu.

### Pokvarena mašta i prljave strastii (1980. – 1984.)
U srpnju 1980. Bora na privremenom dopustu dolazi u Beograd i s Bajagom radi na novom materijalu, osnovi za njihov drugi album. Nakon što im se pridružio i Kojić, u jednoj noći snimaju singl Nazad u veliki, prljavi grad koji je objavljen 20. kolovoza. Budući da Aleksić nije dobio dopuštenje nadređenih da se pridruži ostatku sastava na sviranju, bas je umjesto njega tom prigodom odsvirao Bajaga. 1. siječnja 1981., dan nakon povratka Kojića iz vojske, zajedno s Atomskim skloništem u dvorani "Pionir" sviraju pod nazivom "Atomska čorba".
Do polovice veljače 1981., sastav je snimio album Pokvarena mašta i prljave strasti za koje je Bora iz vojske slao tekstove, dok su ga po povratku čekale gotove pjesme, uglavnom zaslugom Bajage. Značajnije pjesme s albuma bile su: "Ostaću slobodan", "Lak muškarac" i "Neke su žene pratile vojnike". Bajagina "Dva dinara, druže" bila je prva od tri stvari Riblje čorbe koje su postale hitovi na Hitu 202. Objavljen 23. veljače, album je krajem godine dostigao tiraž od 200.000 primjeraka. Izvorno se na omotu albuma trebala pojaviti osamdesetogodišnja gospođa, ali je u isto vrijeme izašao album Bijelog dugmeta Doživjeti stotu sa sličnim rješenjem, pa je na kraju upotrijebljen lik književnika Miloša Jovančevića.

## Diskografija
| - 1979. Kost u grlu (PGP RTB) - 1981. Pokvarena mašta i prljave strasti (PGP RTB) - 1981. Mrtva priroda (PGP RTB) - 1982. Buvlja pijaca (PGP RTB) - 1984. Večeras vas zabavljaju muzičari koji piju (Jugoton) - 1985. Istina (PGP RTB) - 1986. Osmi nervni slom (PGP RTB) - 1987. Ujed za dušu (PGP RTB) - 1988. Priča o ljubavi obično ugnjavi (PGP RTB) - 1990. Koza nostra (PGP RTB) - 1992. Labudova pesma (Samy) - 1994. Zbogom, Srbijo (WIT) - 1996. Ostalo je ćutanje (WIT) - 1999. Nojeva barka (Hi-Fi Centar) - 2001. Pišanje uz vetar (Hi-Fi Centar) - 2003. Ovde (Hi-Fi Centar) - 2006. Trilogija - 2009. Minut sa njom (SSL STUDIJU PINK) - 2012. Uzbuna - 2019. Da tebe nije | - 1982. U ime naroda (PGP RTB) - 1996. Od Vardara pa do Triglava (One Records) - 1997. Beograd, uživo `97 – 1 (Hi-Fi Centar) - 1997. Beograd, uživo `97 – 2 (Hi-Fi Centar) - 2007. Gladijatori u Bg Areni (City Records) - 2010. Niko nema ovakve ljude (City Records) - 2011. Koncert za brigadire (Uživo - Đerdap 29. 09. 1985) ( RTV Stara Pazova) - 2015. Čorba se čuje i bez struje (M Factory) | - 1987. 10 (PGP RTB) - 1989. The best of Riblja čorba (Fish dish) (PGP RTB) - 1996. Dobra stara vremena (PGP RTS) - 1996. Najbolje (PGP RTS) - 1996. Bolje od najboljeg (PGP RTS) - 1997. Treći srpski ustanak (BB Records) - 1999. Bolje od najboljeg (PGP RTS) - 2000. To je bilo neko lepše i srećnije vreme - vol. 1 (Hi-Fi Centar) - 2000. To je bilo neko lepše i srećnije vreme - vol. 2 (Hi-Fi Centar) - 2000. To je bilo neko lepše i srećnije vreme - balade (Hi-Fi Centar) - 2004. 1994 - 2004 (Hi-Fi Centar) - 2005. 19 najvećih hitova (Hi-Fi Centar) |

| - 1978. Lutka sa naslovne strane / On i njegov BMW (PGP RTB) - 1979. Rock'n'roll za kućni savet / Valentino iz restorana (PGP RTB) - 1980. Nazad u veliki prljavi grad / Mirno spavaj (PGP RTB) - 1984. Priča o Žiki Živcu / Kad hodaš (Jugoton) - 1987. Nesrećnice nije te sramota / Zašto kuče arlauče (PGP RTB) - 1987. Zadnji voz za Čačak / Lud sto posto | - 2005. Trilogija 1: Nevinost bez zaštite (M Factory) - 2006. Trilogija 2: Devičanska ostrva (M Factory) - 2006. Trilogija 3: Ambasadori loše volje (M Factory) |  |

## Videografija
- 1987. Zvezde koje ne tamne - Buvlja pijaca (PGP RTB)
- 1994. Live (Beograd, 3 april 1994, hala Pionir)(WIT LTD)
- 1996. The best of (Riblja čorba) (Čaplin)
- 2002. Spotovi (Riblja čorba) (Hi-Fi Centar)

## Vanjske poveznice
- Riblja čorba - službene stranice (srp.)